# Drapeau de la Galicie et de Lodomérie
Ne doit pas être confondu avec Drapeau de la Galice.

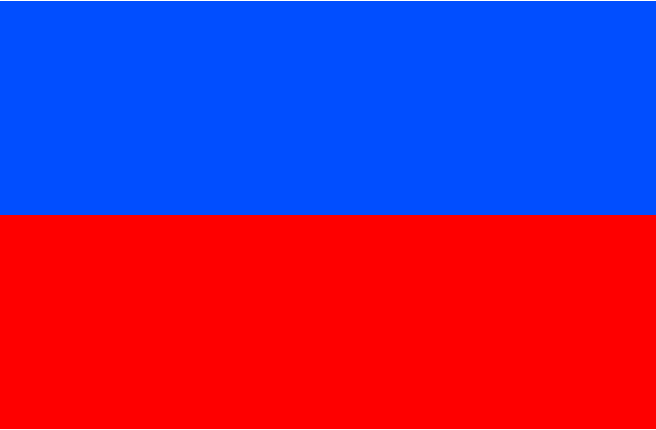
Drapeau de la Galicie avant 1849

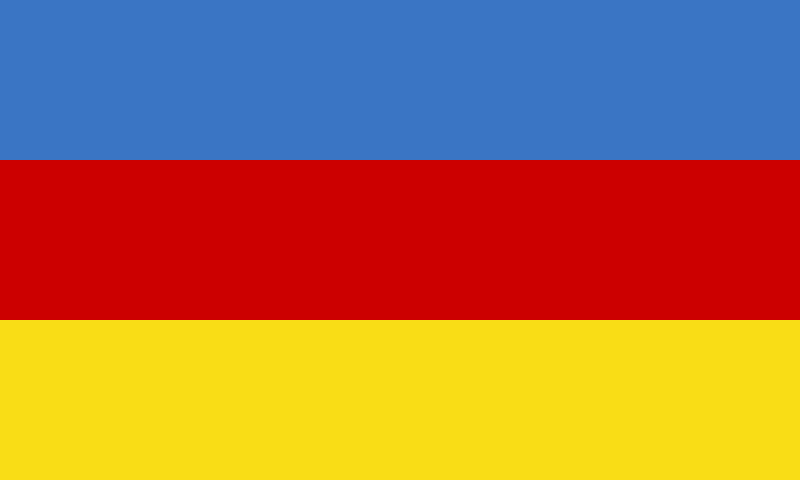
Drapeau de la Galicie 1849-1890

Drapeau de la Galicie 1890-1918

Le drapeau de la Galicie et de Lodomérie est le drapeau adopté en 1809 par les autorités autrichiennes pour le Royaume de Galicie et de Lodomérie. Le drapeau est en usage jusqu'à la dissolution de l'Autriche-Hongrie en novembre 1918. 

## Histoire
La Galicie (prise à la Pologne en 1772 et peuplée de Polonais et d'Ukrainiens) et la Bucovine (prise à la Moldavie en 1775 et peuplée de Roumains et d'Ukrainiens) ont été unifiées en une province autrichienne de 1775 à 1849. Elles utilisaient le même drapeau qui était composé de deux bandes horizontales bleu et rouge. Après la séparation de la Bucovine et la Galicie en 1849, le Royaume de Galicie adopte un drapeau nouveau qui était composé de trois bandes horizontales bleu, rouge et jaune. Ce drapeau fut utilisé jusqu'en 1890. Le troisième drapeau de la Galicie était composé de deux bandes horizontales rouge et blanc. Le drapeau rouge et blanc (ce sont aussi les couleurs polonaises) fut utilisé par la Galicie de 1890 à 1918, quand la Galicie redevint polonaise.